# Tim Ream
Timothy ("Tim") Michael Ream (Saint Louis, 5 oktober 1987) is een Amerikaans voetballer die doorgaans speelt als centrale verdediger. In augustus 2024 verruilde hij Fulham voor Charlotte. Ream maakte in 2010 zijn debuut in het voetbalelftal van de Verenigde Staten.

## Clubcarrière
Ream speelde in de jeugd voor Saint Louis Scott Gallagher, Saint Louis Billikens en Chicago Fire Premier. In 2010 werd de verdediger bij de SuperDraft gekozen door New York Red Bulls. De centrumverdediger debuteerde op 27 maart 2010, toen met 1–0 gewonnen werd van Chicago Fire door een goal van Joel Lindpere. Ream speelde negentig minuten mee. Op 11 september 2010 tekende hij voor zijn eerste doelpunt, toen met 3–1 gewonnen werd van Colorado Rapids. In de tweeëndertigste minuut zette hij Red Bulls op 2–0, nadat Thierry Henry de score had geopend. In zijn eerste seizoen speelde Ream alle minuten mee in alle competitieduels van zijn club.
In december 2011 trainde de verdediger mee met West Bromwich Albion en Bolton Wanderers, om fit te blijven tijdens de winterstop. In januari 2012 nam Bolton Wanderers Ream over van Red Bulls. Bij Bolton moest de Amerikaan de opvolger worden van Gary Cahill, die verkocht was aan Chelsea. Ream tekende een contract voor drieënhalf jaar bij Bolton. In de seizoenen 2013/14 en 2014/15 werd hij speler van het jaar bij Bolton. Tussendoor had de centrumverdediger zijn contract bij de club verlengd. Zijn nieuwe verbintenis liep tot de zomer van 2017. In de zomer van 2015 verkaste Ream naar competitiegenoot Fulham. Daar ondertekende hij een driejarige verbintenis. In december 2022 werd zijn contract opengebroken en met een jaar verlengd tot medio 2024. Ruim een jaar later kwam er nog een seizoen extra bij zijn contract.
Ream vertrok in de zomer van 2024 transfervrij bij Fulham en hij keerde terug naar de Verenigde Staten, waar hij een contract tekende bij Charlotte.

## Clubstatistieken
| Seizoen | Club               | Competitie          | Competitie | Competitie | Beker | Beker | Internationaal | Internationaal | Totaal | Totaal |
| Seizoen | Club               | Competitie          | Wed.       | Dlp.       | Wed.  | Dlp.  | Wed.           | Dlp.           | Wed.   | Dlp.   |
| ------- | ------------------ | ------------------- | ---------- | ---------- | ----- | ----- | -------------- | -------------- | ------ | ------ |
| 2010    | New York Red Bulls | Major League Soccer | 32         | 1          | 1     | 0     | —              | —              | 33     | 1      |
| 2011    | New York Red Bulls | Major League Soccer | 31         | 0          | 1     | 0     | —              | —              | 32     | 0      |
| 2011/12 | Bolton Wanders     | Premier League      | 13         | 0          | 2     | 0     | —              | —              | 15     | 0      |
| 2012/13 | Bolton Wanders     | Championship        | 15         | 0          | 2     | 0     | —              | —              | 17     | 0      |
| 2013/14 | Bolton Wanders     | Championship        | 42         | 0          | 3     | 0     | —              | —              | 45     | 0      |
| 2014/15 | Bolton Wanders     | Championship        | 44         | 0          | 5     | 0     | —              | —              | 49     | 0      |
| 2015/16 | Fulham             | Championship        | 29         | 0          | 3     | 0     | —              | —              | 32     | 0      |
| 2016/17 | Fulham             | Championship        | 36         | 1          | 6     | 0     | —              | —              | 42     | 1      |
| 2017/18 | Fulham             | Championship        | 47         | 1          | 1     | 0     | —              | —              | 48     | 1      |
| 2018/19 | Fulham             | Premier League      | 26         | 0          | 1     | 0     | —              | —              | 27     | 0      |
| 2019/20 | Fulham             | Championship        | 47         | 0          | 3     | 0     | —              | —              | 50     | 0      |
| 2020/21 | Fulham             | Premier League      | 7          | 0          | 3     | 0     | —              | —              | 10     | 0      |
| 2021/22 | Fulham             | Championship        | 46         | 1          | 1     | 0     | —              | —              | 47     | 1      |
| 2022/23 | Fulham             | Premier League      | 33         | 1          | 2     | 0     | —              | —              | 33     | 1      |
| 2023/24 | Fulham             | Premier League      | 18         | 1          | 3     | 0     | —              | —              | 21     | 1      |
| 2024    | Charlotte          | Major League Soccer | 0          | 0          | 0     | 0     | —              | —              | 0      | 0      |
| Totaal  | Totaal             | Totaal              | 466        | 6          | 37    | 0     | 0              | 0              | 503    | 6      |

Bijgewerkt op 12 augustus 2024.

## Interlandcarrière
Ream maakte zijn debuut in het Amerikaans voetbalelftal op 17 november 2010, toen in een oefeninterland met 0–1 werd gewonnen van Zuid-Afrika door een doelpunt van mededebutant Juan Agudelo, destijds zijn teamgenoot bij de Red Bulls. Ream mocht van bondscoach Bob Bradley in de basis beginnen en hij werd na zevenenzestig minuten gewisseld voor Nat Borchers. De andere debutanten dit duel waren Teal Bunbury, Mikkel Diskerud en Gale Agbossoumonde. Op 22 januari 2011 speelde Ream voor het eerst negentig minuten mee, toen met 1–1 gelijkgespeeld werd tegen Chili. In 2011 werd de verdediger opgenomen in de Amerikaanse selectie voor de Gold Cup. Tijdens de eerste twee wedstrijden, tegen Canada en Panama speelde Ream mee. Tijdens het tweede duel maakte hij een overtreding die leidde tot een strafschop voor Panama en ook een tegendoelpunt. Na deze wedstrijd werd Ream vervangen door Eric Lichaj en de laatste vier wedstrijden van het toernooi bekeek hij vanaf de tribune. Hij werd een aantal jaar niet opgeroepen voor het nationale team, maar in 2014 keerde hij terug in de selectie. Ream werd in 2015 opgeroepen om mee te spelen op de Gold Cup, waar hij twee wedstrijden speelde. Ook vier jaar later nam hij deel aan dit toernooi. De VS verloren in de finale van Mexico en Ream miste alleen een van de groepsduels.
In november 2022 werd Ream door bondscoach Gregg Berhalter opgenomen in de selectie van de Verenigde Staten voor het WK 2022. Tijdens dit WK werden de Verenigde Staten door Nederland uitgeschakeld in de achtste finales nadat in de groepsfase gelijkgespeeld was tegen Wales en Engeland en gewonnen van Iran. Ream kwam in alle vier duels in actie. Zijn toenmalige clubgenoten Antonee Robinson (eveneens Verenigde Staten), Harry Wilson, Daniel James (beiden Wales), Aleksandar Mitrović (Servië) en João Palhinha (Portugal) waren ook actief op het toernooi.
Ream werd in juni 2024 door Berhalter opgenomen in zijn selectie voor de Copa América 2024. Op het toernooi werden de Verenigde Staten uitgeschakeld in de groepsfase na een overwinning op Bolivia (2–0) en nederlagen tegen Panama (2–1) en Uruguay (0–1). Ream speelde in alle wedstrijden mee. Zijn toenmalige clubgenoten Luc de Fougerolles (Canada), Bobby Decordova-Reid (Jamaica), Antonee Robinson (eveneens de Verenigde Staten) en Andreas Pereira (Brazilië) waren ook actief op de Copa América.
| Interlands van Tim Ream voor de Verenigde Staten | Interlands van Tim Ream voor de Verenigde Staten | Interlands van Tim Ream voor de Verenigde Staten  | Interlands van Tim Ream voor de Verenigde Staten | Interlands van Tim Ream voor de Verenigde Staten | Interlands van Tim Ream voor de Verenigde Staten |
| №                                                | Datum                                            | Wedstrijd                                         | Uitslag                                          | Competitie                                       | Goals                                            |
| Als speler bij New York Red Bulls                | Als speler bij New York Red Bulls                | Als speler bij New York Red Bulls                 | Als speler bij New York Red Bulls                | Als speler bij New York Red Bulls                | Als speler bij New York Red Bulls                |
| ------------------------------------------------ | ------------------------------------------------ | ------------------------------------------------- | ------------------------------------------------ | ------------------------------------------------ | ------------------------------------------------ |
| 1                                                | 17 november 2010                                 | Zuid-Afrika – Verenigde Staten                    | 0 – 1                                            | Vriendschappelijk                                |                                                  |
| 2                                                | 22 januari 2011                                  | Verenigde Staten – Chili                          | 1 – 1                                            | Vriendschappelijk                                |                                                  |
| 3                                                | 29 maart 2011                                    | Verenigde Staten – Paraguay                       | 0 – 1                                            | Vriendschappelijk                                |                                                  |
| 4                                                | 4 juni 2011                                      | Verenigde Staten – Spanje                         | 0 – 4                                            | Vriendschappelijk                                |                                                  |
| 5                                                | 8 juni 2011                                      | Verenigde Staten – Canada                         | 2 – 0                                            | Gold Cup 2011                                    |                                                  |
| 6                                                | 12 juni 2011                                     | Verenigde Staten – Panama                         | 1 – 2                                            | Gold Cup 2011                                    |                                                  |
| 7                                                | 12 oktober 2011                                  | Verenigde Staten – Ecuador                        | 0 – 1                                            | Vriendschappelijk                                |                                                  |
| Als speler bij Bolton Wanderers                  |                                                  |                                                   |                                                  |                                                  |                                                  |
| 8                                                | 3 september 2014                                 | Tsjechië – Verenigde Staten                       | 0 – 1                                            | Vriendschappelijk                                |                                                  |
| 9                                                | 11 oktober 2014                                  | Verenigde Staten – Ecuador                        | 1 – 1                                            | Vriendschappelijk                                |                                                  |
| 10                                               | 15 oktober 2014                                  | Verenigde Staten – Honduras                       | 1 – 1                                            | Vriendschappelijk                                |                                                  |
| 11                                               | 18 november 2014                                 | Ierland – Verenigde Staten                        | 4 – 1                                            | Vriendschappelijk                                |                                                  |
| 12                                               | 31 maart 2015                                    | Zwitserland – Verenigde Staten                    | 1 – 1                                            | Vriendschappelijk                                |                                                  |
| 13                                               | 3 juli 2015                                      | Guatemala – Verenigde Staten                      | 4 – 0                                            | Vriendschappelijk                                |                                                  |
| 14                                               | 10 juli 2015                                     | Verenigde Staten – Haïti                          | 1 – 0                                            | Gold Cup 2015                                    |                                                  |
| 15                                               | 25 juli 2015                                     | Verenigde Staten – Panama                         | 1 – 1                                            | Gold Cup 2015                                    |                                                  |
| Als speler bij Fulham                            |                                                  |                                                   |                                                  |                                                  |                                                  |
| 16                                               | 4 september 2015                                 | Verenigde Staten – Peru                           | 2 – 1                                            | Vriendschappelijk                                |                                                  |
| 17                                               | 8 september 2015                                 | Verenigde Staten – Brazilië                       | 1 – 4                                            | Vriendschappelijk                                |                                                  |
| 18                                               | 13 oktober 2015                                  | Verenigde Staten – Costa Rica                     | 0 – 1                                            | Vriendschappelijk                                |                                                  |
| 19                                               | 13 november 2015                                 | Verenigde Staten – Saint Vincent en de Grenadines | 6 – 1                                            | WK 2018 kwalificatie                             |                                                  |
| 20                                               | 17 november 2015                                 | Trinidad en Tobago – Verenigde Staten             | 0 – 0                                            | WK 2018 kwalificatie                             |                                                  |
| 21                                               | 22 mei 2016                                      | Puerto Rico – Verenigde Staten                    | 1 – 3                                            | Vriendschappelijk                                | 20'                                              |
| 22                                               | 24 maart 2017                                    | Verenigde Staten – Honduras                       | 6 – 0                                            | WK 2018 kwalificatie                             |                                                  |
| 23                                               | 28 maart 2017                                    | Panama – Verenigde Staten                         | 1 – 1                                            | WK 2018 kwalificatie                             |                                                  |
| 24                                               | 3 juni 2017                                      | Verenigde Staten – Venezuela                      | 1 – 1                                            | Vriendschappelijk                                |                                                  |
| 25                                               | 11 juni 2017                                     | Mexico – Verenigde Staten                         | 1 – 1                                            | WK 2018 kwalificatie                             |                                                  |
| 26                                               | 1 september 2017                                 | Verenigde Staten – Costa Rica                     | 0 – 2                                            | WK 2018 kwalificatie                             |                                                  |
| 27                                               | 21 maart 2019                                    | Verenigde Staten – Ecuador                        | 1 – 0                                            | Vriendschappelijk                                |                                                  |
| 28                                               | 26 maart 2019                                    | Verenigde Staten – Chili                          | 1 – 1                                            | Vriendschappelijk                                |                                                  |
| 29                                               | 5 juni 2019                                      | Verenigde Staten – Jamaica                        | 0 – 1                                            | Vriendschappelijk                                |                                                  |
| 30                                               | 9 juni 2019                                      | Verenigde Staten – Venezuela                      | 0 – 3                                            | Vriendschappelijk                                |                                                  |
| 31                                               | 18 juni 2019                                     | Verenigde Staten – Guyana                         | 4 – 0                                            | Gold Cup 2019                                    |                                                  |
| 32                                               | 22 juni 2019                                     | Verenigde Staten – Trinidad en Tobago             | 6 – 0                                            | Gold Cup 2019                                    |                                                  |
| 33                                               | 30 juni 2019                                     | Verenigde Staten – Curaçao                        | 1 – 0                                            | Gold Cup 2019                                    |                                                  |
| 34                                               | 3 juli 2019                                      | Verenigde Staten – Jamaica                        | 3 – 1                                            | Gold Cup 2019                                    |                                                  |
| 35                                               | 7 juli 2019                                      | Verenigde Staten – Mexico                         | 0 – 1                                            | Gold Cup 2019                                    |                                                  |
| 36                                               | 10 september 2019                                | Verenigde Staten – Uruguay                        | 1 – 1                                            | Vriendschappelijk                                |                                                  |
| 37                                               | 11 oktober 2019                                  | Verenigde Staten – Cuba                           | 7 – 0                                            | Nations League 2019/20                           |                                                  |
| 38                                               | 15 oktober 2019                                  | Canada – Verenigde Staten                         | 2 – 0                                            | Nations League 2019/20                           |                                                  |
| 39                                               | 15 november 2019                                 | Verenigde Staten – Canada                         | 4 – 1                                            | Nations League 2019/20                           |                                                  |
| 40                                               | 19 november 2019                                 | Cuba – Verenigde Staten                           | 0 – 4                                            | Nations League 2019/20                           |                                                  |
| 41                                               | 16 november 2020                                 | Verenigde Staten – Panama                         | 6 – 2                                            | Vriendschappelijk                                |                                                  |
| 42                                               | 28 maart 2021                                    | Noord-Ierland – Verenigde Staten                  | 1 – 2                                            | Vriendschappelijk                                |                                                  |
| 43                                               | 30 mei 2021                                      | Zwitserland – Verenigde Staten                    | 2 – 1                                            | Vriendschappelijk                                |                                                  |
| 44                                               | 6 juni 2021                                      | Verenigde Staten – Mexico                         | 3 – 2                                            | Nations League 2019/20                           |                                                  |
| 45                                               | 9 juni 2021                                      | Verenigde Staten – Costa Rica                     | 4 – 0                                            | Vriendschappelijk                                |                                                  |
| 46                                               | 2 september 2021                                 | El Salvador – Verenigde Staten                    | 0 – 0                                            | WK 2022 kwalificatie                             |                                                  |
| 47                                               | 21 november 2022                                 | Verenigde Staten – Wales                          | 1 – 1                                            | WK 2022                                          |                                                  |
| 48                                               | 25 november 2022                                 | Engeland – Verenigde Staten                       | 0 – 0                                            | WK 2022                                          |                                                  |
| 49                                               | 29 november 2022                                 | Iran – Verenigde Staten                           | 0 – 1                                            | WK 2022                                          |                                                  |
| 50                                               | 3 december 2022                                  | Nederland – Verenigde Staten                      | 3 – 1                                            | WK 2022                                          |                                                  |
| 51                                               | 27 maart 2023                                    | Verenigde Staten – El Salvador                    | 1 – 0                                            | Nations League 2022/23                           |                                                  |
| 52                                               | 9 september 2023                                 | Verenigde Staten – Oezbekistan                    | 3 – 0                                            | Vriendschappelijk                                |                                                  |
| 53                                               | 14 oktober 2023                                  | Verenigde Staten – Duitsland                      | 1 – 3                                            | Vriendschappelijk                                |                                                  |
| 54                                               | 16 november 2023                                 | Verenigde Staten – Trinidad en Tobago             | 3 – 0                                            | Nations League 2023/24                           |                                                  |
| 55                                               | 20 november 2023                                 | Trinidad en Tobago – Verenigde Staten             | 2 – 1                                            | Nations League 2023/24                           |                                                  |
| 56                                               | 24 maart 2024                                    | Verenigde Staten – Mexico                         | 2 – 0                                            | Nations League 2023/24                           |                                                  |
| 57                                               | 8 juni 2024                                      | Verenigde Staten – Colombia                       | 1 – 5                                            | Vriendschappelijk                                |                                                  |
| 58                                               | 12 juni 2024                                     | Verenigde Staten – Brazilië                       | 1 – 1                                            | Vriendschappelijk                                |                                                  |
| 59                                               | 23 juni 2024                                     | Verenigde Staten – Bolivia                        | 2 – 0                                            | Copa América 2024                                |                                                  |
| 60                                               | 27 juni 2024                                     | Verenigde Staten – Panama                         | 1 – 2                                            | Copa América 2024                                |                                                  |
| 61                                               | 1 juli 2024                                      | Verenigde Staten – Uruguay                        | 0 – 1                                            | Copa América 2024                                |                                                  |

Bijgewerkt op 12 augustus 2024.

## Erelijst
| Competitie              |        |         |        |        |
| Competitie              | Aantal | Jaren   |        |        |
| Fulham                  | Fulham | Fulham  | Fulham | Fulham |
| ----------------------- | ------ | ------- | ------ | ------ |
| Championship            | 1      | 2021/22 |        |        |
| Verenigde Staten        |        |         |        |        |
| CONCACAF Nations League | 1      | 2019/20 |        |        |